# إد فليتشير
إد فليتشير (بالإنجليزية: Ed Fletcher) هو سياسي أمريكي، ولد في 1872، وتوفي في 1955. حزبياً، نشط في الحزب الجمهوري والحزب الديمقراطي. وقد انتخب عضو مجلس ولاية كاليفورنيا.